# Peucedanum angustisectum
Peucedanum angustisectum är en flockblommig växtart som först beskrevs av Adolf Engler, och fick sitt nu gällande namn av C.Norman. Peucedanum angustisectum ingår i släktet siljor, och familjen flockblommiga växter. Inga underarter finns listade i Catalogue of Life.